# Gašper Okorn
Gašper Okorn (Lubiana, 9 aprile 1973) è un allenatore di pallacanestro sloveno.

## Carriera
Il 22 gennaio 2022 prende le redini della panchina del Cibona Zagabria fino al termine della stagione. Poco meno di un mese dopo guida i Vukovi alla vittoria della Coppa di Croazia contro il Cedevita Junior, titolo che mancava al Cibona da nove anni. Il 10 giugno seguente vince anche il campionato croato, questa volta dopo aver superato il Zara in finale.

## Palmarès
- Campionato sloveno: 1

Union Olimpija: 2016-17
- Coppa di Slovenia: 1

Union Olimpija: 2017
- Supercoppa slovena: 1

Union Olimpija: 2017
- Campionato ungherese: 2

Falco Szombathely: 2018-19, 2020-21
- Coppa d'Ungheria: 1

Falco Szombathely: 2021
- Campionato croato: 1

Cibona Zagabria: 2021-22
- Coppa di Croazia: 1

Cibona Zagabria: 2022